# مستشفى الأمراض التناسلية

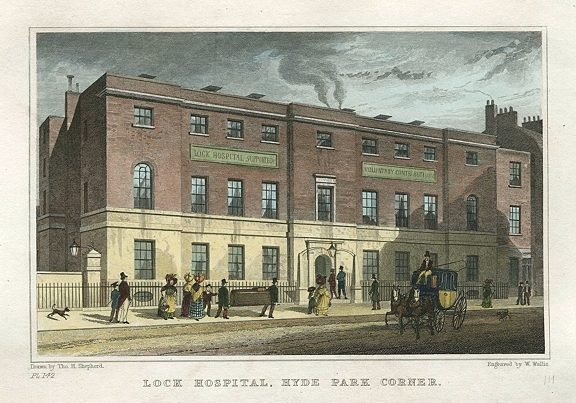

مستشفى «لوك» للأمراض التناسلية هي مؤسسة خُصصت لعلاج الامراض المنقولة جنسيا. افُتتحت في بريطانيا والأقاليم والمستعمرات التابعة لها في القرن الثامن عشر حتى القرن العشرين.

## التاريخ  والنشأة
ارتبط الجيش ارتباطاً وثيقا بعدد من المستشفيات، وبحلول منتصف القرن التاسع عشر كانت تعتبر أغلب القواعد العسكرية الكبرى بالهند موطنًا لمستشفيات الأمراض التناسلية فازدادت المستشفيات العسكرية عن المستشفيات المدنية؛ لانتشار الأمراض التناسلية بين القوات البريطانية. وفي عام 1858 خصصت البحرية الملكية البريطانية (الأميرالية) ميزانية لإنشاء المستشفيات في بعض المدن البحرية كبورتسموث والتي تقع جنوب شرق إنجلترا، والأخرى في عام 1863 ببليموث بجنوب غرب إنجلترا.
اُنشأت مستشفيات الأمراض التناسلية لأول مرة في الهند حول عام 1979 في بعض المدن كبرهامبور ودانبور وفاتهجره. اُنشأت في أسواق وبازارات يديرها فقط طبيب ومساعدة له. كانت الشرطة المحلية تلقي القبض على النساء المشتبه في إصابتهن بالأمراض فلا يترك سراحهن إلا بعد الحصول على شهادة إبراء ذمة. وفي الفترة بين 1858 و1894 اٌفتتحت مستشفى للأمراض التناسلية في هونج كونج.عرفت باسم مستشفى «لوك» "Lock hospital"؛ لأنها كانت بمثابة أجنحة عزل يُوضع فيها المرضى تحت الإقامة الجبرية.